# Schloss Ostrov

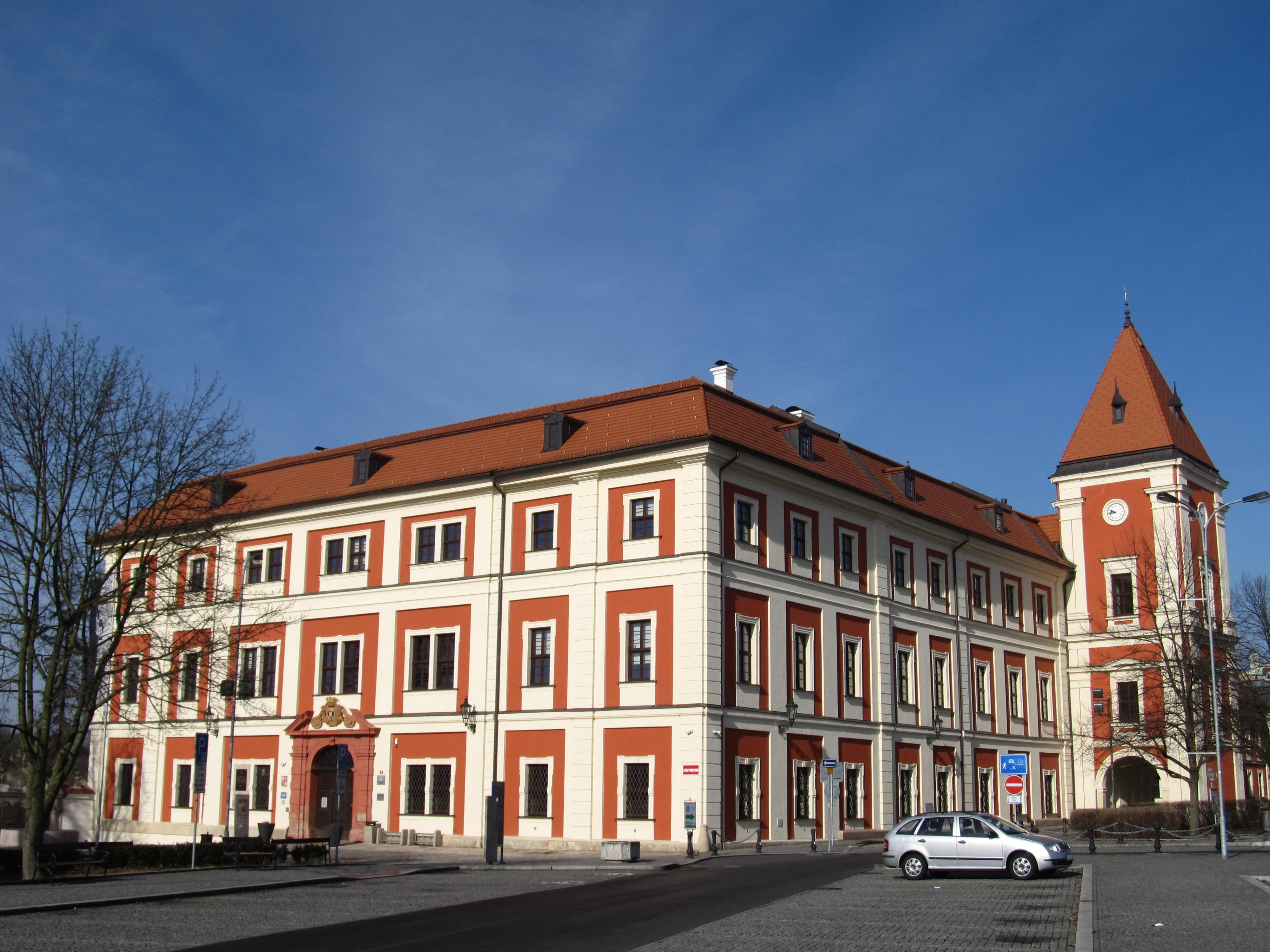
Stadtschloss in Ostrov

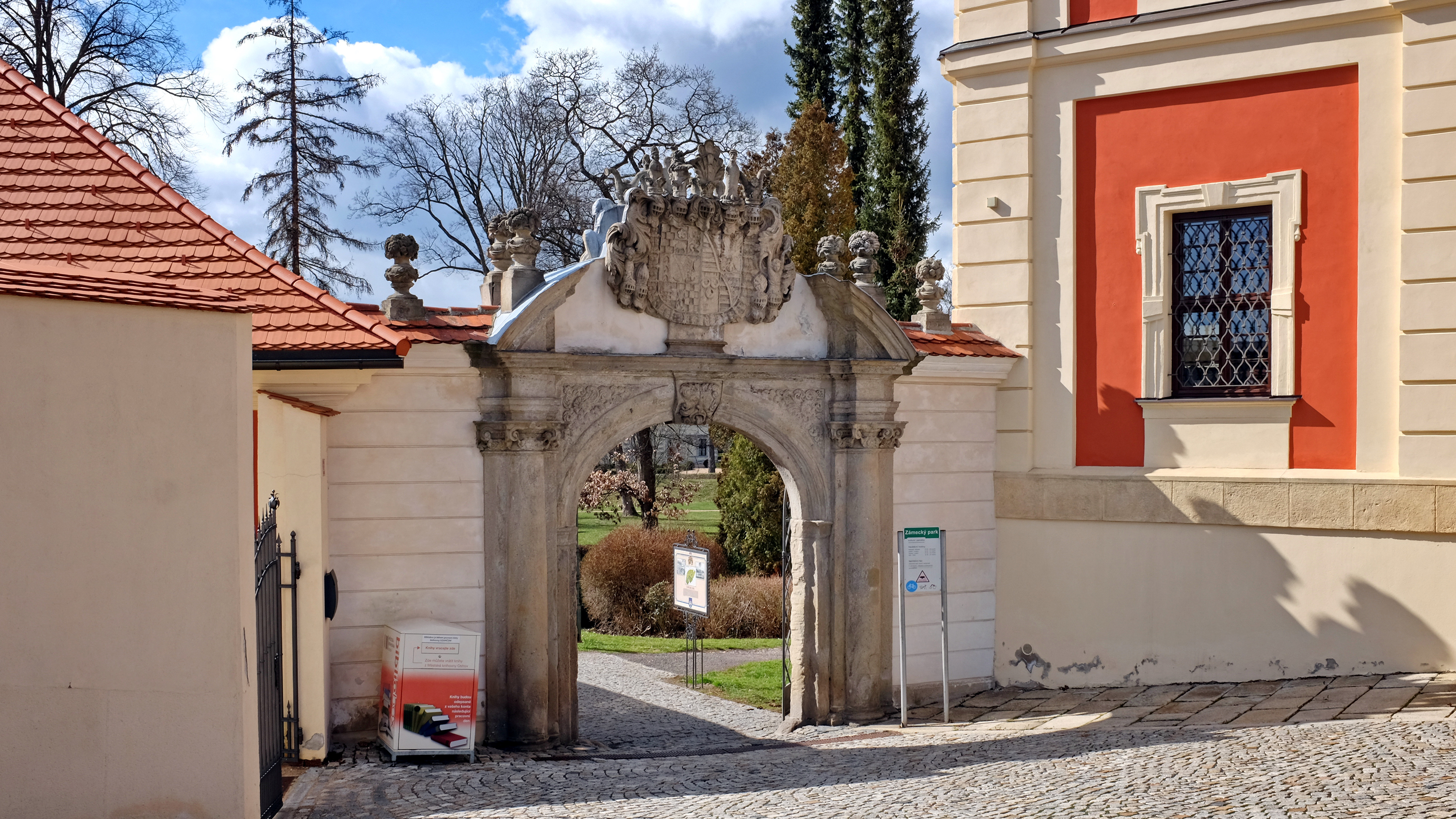
Eingangsportal

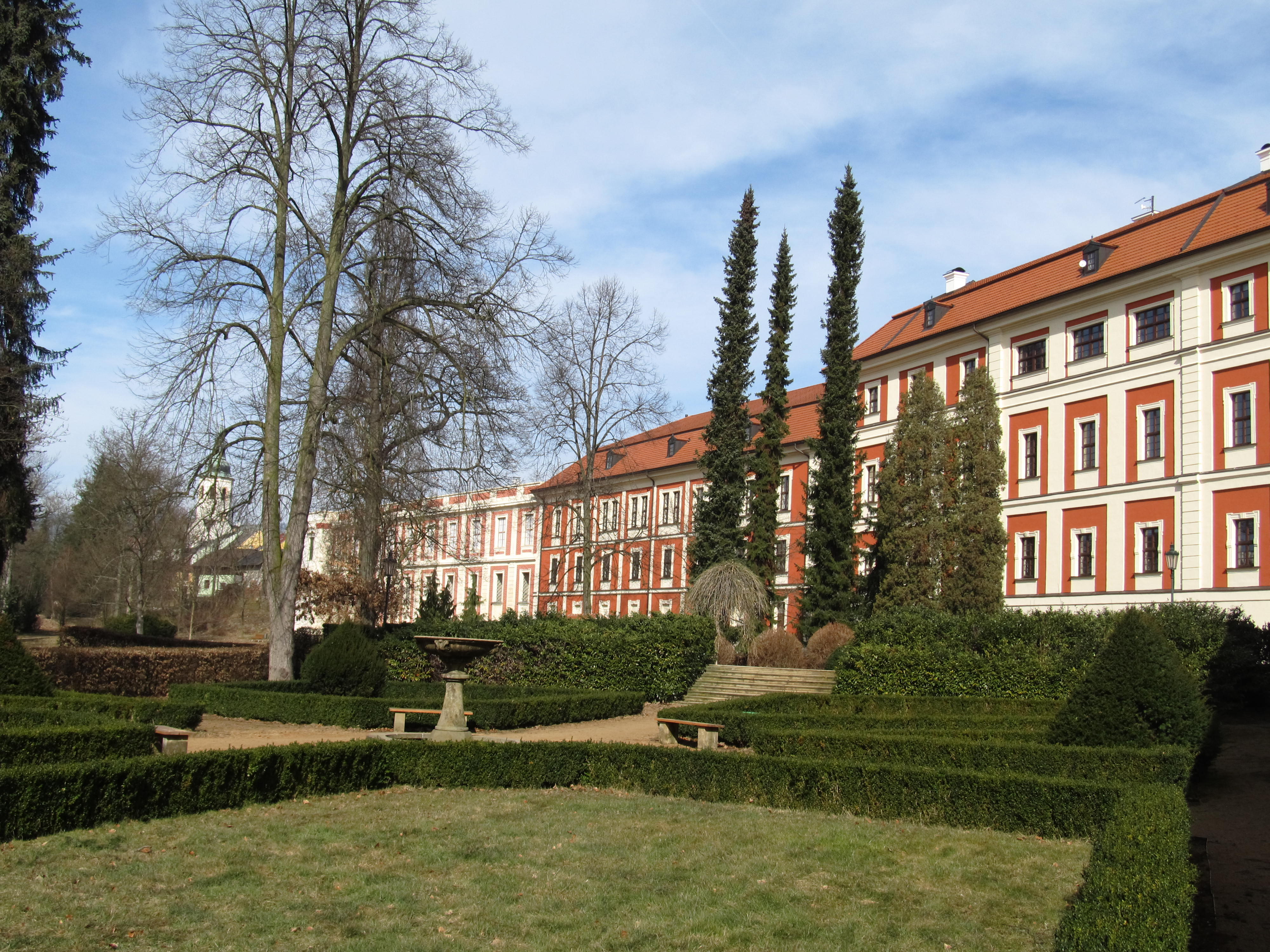
Gartenfassade

Das Stadtschloss Ostrov (deutsch  Schloss Schlackenwerth, früher auch Schlickschloss) ist ein historischer Gebäudekomplex in Ostrov nad Ohří (Schlackenwerth) in Nordböhmen. 

## Geschichte
Die von Slauko dem Großen angelegte, 1207 erstmals erwähnte Siedlung Zlaucowerde wurde durch eine Veste beschützt, die Kaiser Sigismund 1434 zusammen mit dem Elbogener Bezirk seinem Kanzler Kaspar Schlick verpfändete. Nachdem das Herrschaftsgebiet 1489 geteilt worden war, erbaute Kaspar II. Schlick an der Stelle der Veste ein neues Renaissance-Schloss, das zum Sitz der Schlackenwerther Linie der Schlick wurde. Die Kellerräume belegen heute noch am deutlichsten die Renaissanceumgestaltung der ursprünglich gotischen Gewölbe aus der Zeit des größten Aufschwunges (Anfang 16. Jh.) der Silberförderung im Erzgebirge durch die Grafen Schlick. 1585 erwarb die Stadt Schlackenwerth die Herrschaft, wurde jedoch 1623 wegen ihrer Beteiligung am Ständeaufstand enteignet. Neuer Besitzer von Schloss und Herrschaft wurde der kaiserliche Feldherr Julius Heinrich von Sachsen-Lauenburg. Zur aktuellen barocken Form wurde das Stadtschloss nach einem Brand im Jahre 1691 umgebaut. Seit 2015 wird das restaurierte Stadtschloss als Rathaus und Bibliothek genutzt. Nach dem Ausbau der Kellergewölbe werden diese für Festlichkeiten verwendet.

## Schlosspark
Mitten im Schlosspark steht das von 1673 bis 1679 von Abraham Leuthner erbaute Lustschloss „Bílý dvůr“ (Weißes Schloss), auch Prinzenpalais genannt, mit einem reichen Wand- und Deckenschmuck, das heute als Kunstgalerie dient.